# Fapt divers
Fapt divers este un film românesc din 1985 regizat de Andrei Blaier. Rolurile principale au fost interpretate de actorii Ilarion Ciobanu, Patricia Grigoriu și Răzvan Popa.

## Rezumat
Un tipograf (Ilarion Ciobanu) pornește în căutarea eroului care a salvat doi copii dintr-un incendiu. Gestul a fost prezentat în ziare ca fapt divers, fără ca identitatea salvatorului să fie divulgată.

## Distribuție
Distribuția filmului este alcătuită din:
- Ilarion Ciobanu — nea Ion („Ionică”) Barbu (55 ani), tipograf la Casa Scînteii
- Patricia Grigoriu — Anca Vișan, iubita lui Dan
- Răzvan Popa — Dan Ionescu, mecanic auto la un service din Sibiu, salvatorul copiilor din incendiu
- Mitică Popescu — Sachelarie, zis „Freneticul”, fotoreporter la ziarul Scînteia, autorul articolului de fapt divers
- Valentin Uritescu — Vișan, ceferist sibian, tatăl Ancăi
- László Tarr — Pișta, tipograf din Sibiu, prietenul pescar al lui Barbu
- Virgil Andriescu — Foarță, șeful unei bande de spărgători de case, fost pușcăriaș
- Adrian Pintea — Lică, spărgător de case, fost pușcăriaș
- Nuni Anestin — Piticul, spărgător de case, fost pușcăriaș (menționat Ion Anestin)
- Paul Lavric — Galbură, țăran din comuna Plopeasa, tatăl celor doi copii
- Luminița Gheorghiu — soția lui Galbură, mama copiilor
- Flavius Constantinescu — ofițerul anchetator
- Rosemarie Maurer
- Melania Niculescu
- Marieta Luca
- Rodica Mărgărit
- Vasile Muraru — vânzătorul de cârnați din Piața Mică a Sibiului
- Constantin Chiriac — Paul, mecanic auto, colegul de serviciu al lui Dan
- Sandu Mihai Gruia — spălător auto, colegul de cameră al lui Dan
- Ion Niciu — inginerul șef al tipografiei ziarului Scînteia
- Virgil Flonda
- Florin Tănase — subofițerul de miliție care urmărește mașina furată
- Nicolae Niculescu
- Alexandru Lazăr — ofițer de miliție din Sibiu
- Aristița Diamandi — șoferița începătoare
- Corina Negrițescu
- Obren Păunovici
- Alexandru Dobrescu
- Andrei Codarcea — nea Ilie, tipograf bătrân, colegul de serviciu al lui Barbu
- Alexandru Hasnaș — medicul cardiolog din Sibiu
- Nicolae Ifrim
- Romulus Bărbulescu
- Aurel Tunsoiu
- Ioan Ghișe
- George Ferra
- Hans-Huprich Grum
- Ion Igorof
- Alexandru Vasiliu
- Savu Rahoveanu
- Hariet Wolff
- Nae Cristoloveanu
- Hans Zay
- Dumitru Vasile
- Mircea Stoian
- Benedict Dumitrescu
- Nicolae C. Nicolae
- Nicolae Ion
- Dinu Neagoe
- Andreia Laura Munteanu — Lăcrămioara, fetița familiei Galbură
- Andrei Vasilași — Grațian, băiatul familiei Galbură

## Primire
Filmul a fost vizionat de 1.602.139 de spectatori în cinematografele din România, după cum atestă o situație a numărului de spectatori înregistrat de filmele românești de la data premierei și până la data de 31 decembrie 2014 alcătuită de Centrul Național al Cinematografiei.